# Bettiola Héloïse Fortson
Bettiola Héloïse Fortson est une poétesse, essayiste, chapelière, militante et suffragette afro-américaine née le 29 décembre 1890 à Hopkinsville et morte le 13 avril 1917 à Chicago. Elle est l'une des premières Afro-Américaines du Midwest des États-Unis à avoir écrit et publié un livre en 1915.
Elle est la deuxième vice présidente de l'Alpha Suffrage Club à Chicago. Elle meurt de la tuberculose à l'âge de 26 ans et Ida B. Wells prononce son éloge funèbre.
En 2022, elle fait partie des 100 suffragettes citées dans 100 years/100 women.

## Biographie

### Enfance et études
Née le 29 décembre 1890 à Hopkinsville dans le Kentucky, de Mattie Arnold et James Fortson, elle déménage à l'âge de 12 ans à Chicago pour vivre chez sa tante, tout en retournant périodiquement à Evansville (Indiana), chez sa mère lorsque sa tante est en voyage. Au collège, elle est poète lauréate en classe de 4e. En 1910, Bettiola Fortson sort diplômée de la Clark Street High school à Evansville.

### Carrière
À Chicago, elle travaille dans l'industrie de la plume et elle possède sa propre entreprise de chapellerie. Elle est journaliste et s'engage dans les clubs féminins.

### Engagement en faveur du droit de vote des femmes

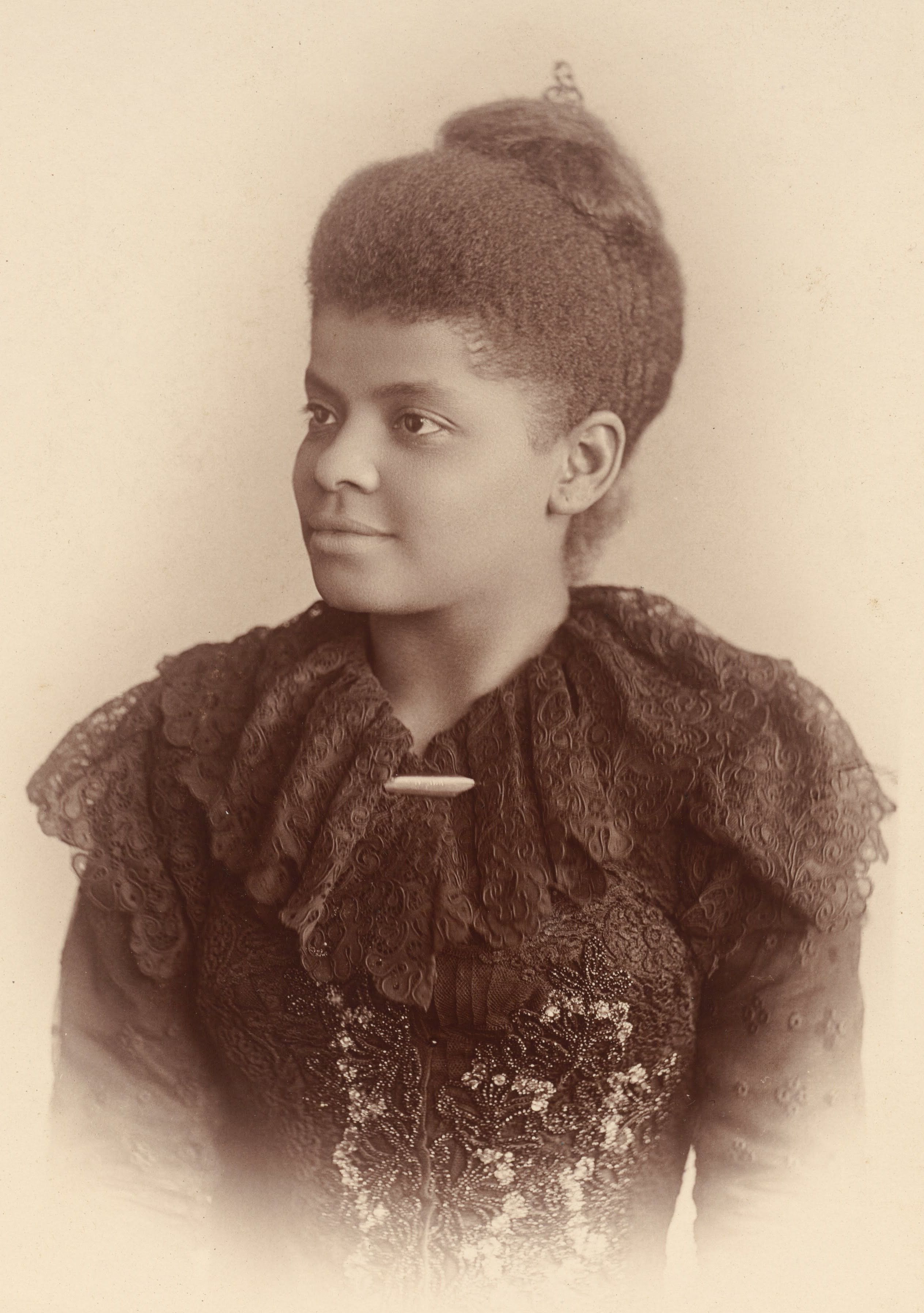
Ida B. Wells-Barnett.

Bettiola Héloïse Fortson est cofondatrice et présidente de l'University Society of Chicago, un club de femmes (qui compte également des hommes parmi ses membres) qui encourage les études littéraires. Elle concentre ses efforts sur le « développement artistique et intellectuel » des Afro-Américains. Il s'agit également de contrer l'idée selon laquelle les femmes noires ne sont insuffisamment instruites et n'ont pas la culture générale nécessaire pour accéder au droit de vote, idéologie présente à l'origine dans les états du Sud et qui a fini par se répandre dans le Nord du pays.
C'est également l'une des premières Afro-Américaine à publier un livre.
Bettiola H. Forston est membre active et deuxième vice-présidente de l'Alpha Suffrage Club, la première association pour le droit de vote des femmes noires, fondée par Ida B. Wells avec l'aide de ses collègues blanches Belle Squire et Virginia Brooks.

### La fin de sa vie
Elle meurt de la tuberculose chez elle au 3413 Prairie Avenue à Chicago, le 13 avril 1917, à l'âge de 26 ans. Son éloge funèbre est lu par Ida B. Wells. Elle est enterrée au Mount Forest Cemetery à Thornton, Illinois, initialement un cimetière afro-américain.

### Hommages

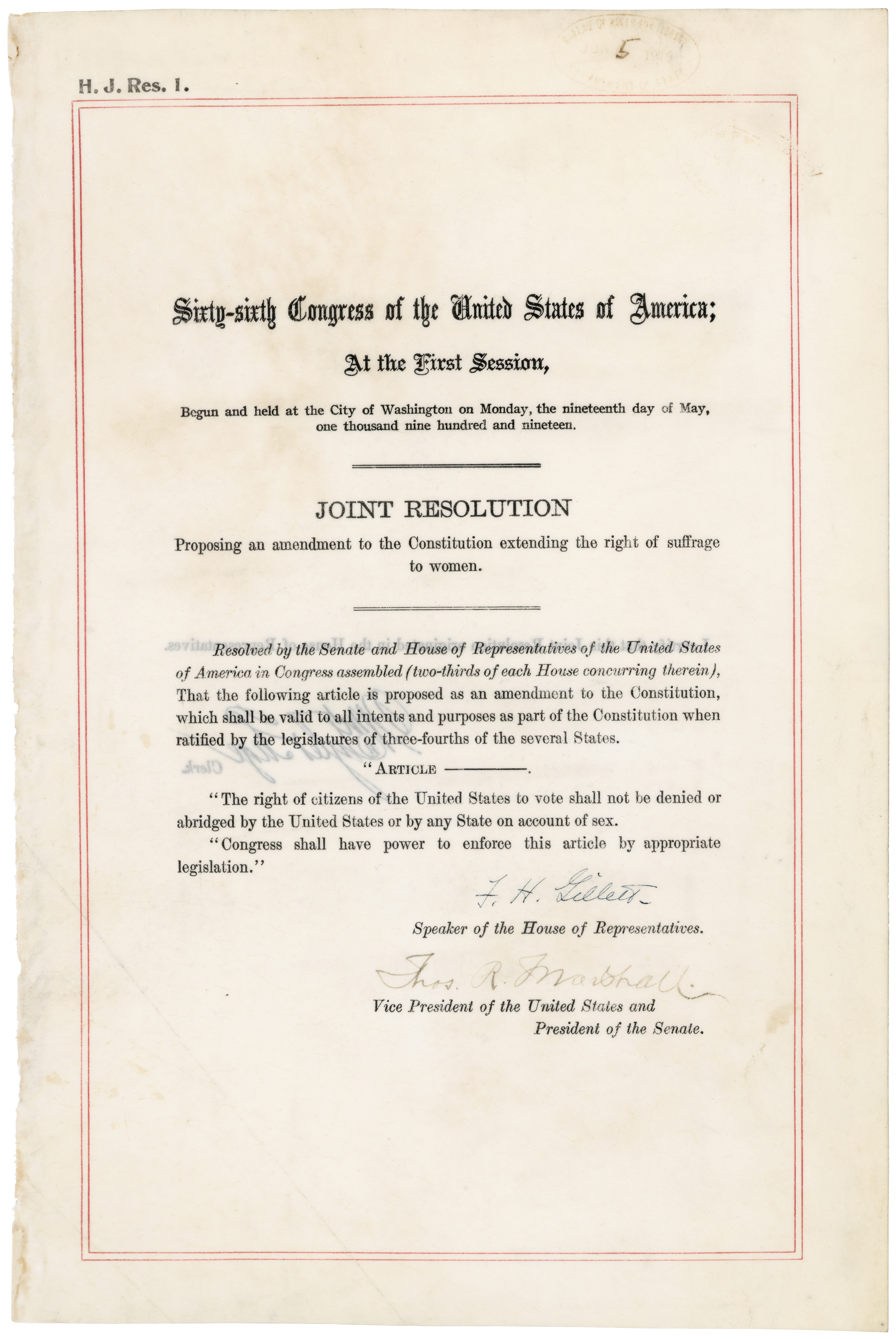
Le dix-neuvième amendement.

En 2017, elle est citée dans le Kentucky Woman Suffrage Project par Randolph Hollingsworth. En 2020, elle est célébrée avec d'autres suffragettes, dont Ida B. Wells, au Evansville African American Museum, pour le centenaire du dix-neuvième amendement. La même année elle est citée dans le Suffrage Amendment Symposium organisé par l'université du Sud de l'Indiana. Pour les 110 ans de la création de l'Alpha Suffrage Club, elle est citée parmi les militantes engagées pour le droit de vote des femmes. En 2022, elle fait partie des 100 suffragettes citées dans 100 ans/100 femmes.

## Œuvres
Elle est l'autrice du livre Mental Pearls : original poems and essays, édité en 1915 par Julius F. Taylor (propriétaire de l'hebdomadaire afro-américain The Broad Ax (en), dans lequel Bettiola Héloïse Fortson écrit par ailleurs des poèmes). Afin de financer l'impression de son livre, 500 exemplaires de The Broad Ax  sont envoyés à la convention de la National Federation of Colored Women's Clubs, à Wilberforce, dans l'Ohio  pour y être vendus.
Ses poèmes incluent des dédicaces à Ida B. Wells-Barnett, Booker T. Washington et une femme d'affaires, Madame C.J. Walker. Ils ont été réédités dans le livre Six Poets of Racial Uplift, publié en 1996 par GK Hall.

### Publications
- (en-US) Original poems and essays of Bettiola Heloise Fortson, Chicago, inconnu, 1915, 62 p. (OCLC 18531095, lire en ligne)
- (en-US) Effie T. Battle, Gertrude Arquene Fisher et Myra Viola Wilds, Six poets of racial uplift, New York, London, G.K. Hall ; Prentice Hall International, 1996, 461 p. (ISBN 9780783814315, lire en ligne)